# Bradicinina

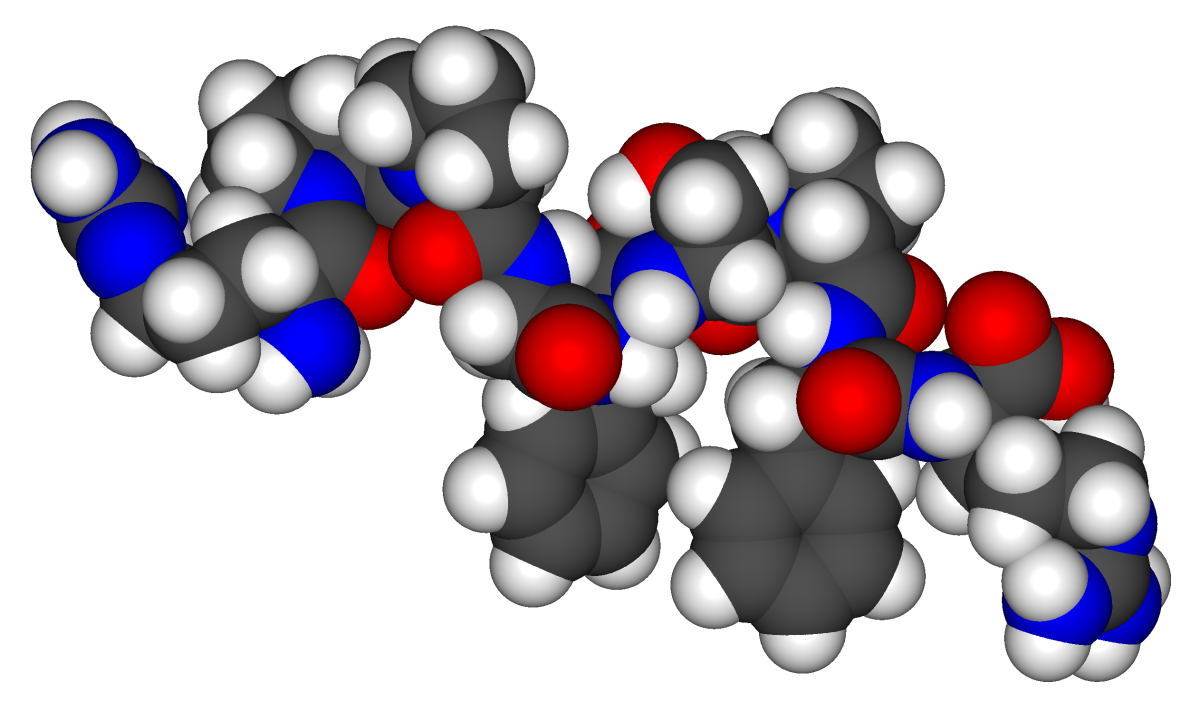
Bradicinina

A Bradicinina é uma hormona polipéptidea do grupo das cininas com atividade fisiológica natural no ser humano.
O peptídeo calidina (kallidin) difere em apenas um aminoácido, mas é fisiologica e farmacologicamente idêntico.

## Estrutura química
A sequência de aminoácidos é: arg - pro - pro - gly - phe - ser - pro - phe - arg (RPPGFSPFR). A sua fórmula empírica é C50H73N15O11.

## Síntese e degradação
O sistema enzimático das cininas, nomeadamente a calicreína promove a geração da bradicinina através da clivagem proteolítica do seu precursor, o cininogênio de alto peso molecular.
A sua degradação é feita pelas enzimas Cininases, das quais a Cininase II é sinónimo da enzima conversora da angiotensina.

## Ação
A bradicinina é um vasodilatador poderoso e permeabilizador da parede dos vasos. A bradicinina contrai o músculo bronquial em alguns mamíferos, mas, mais lentamente que a histamina, daí seu nome (Bradi=lentamente) e contrai o tecido muscular liso noutras localizações também.
Em terminações nervosas sensíveis ela causa ativação das vias da dor, sendo uma das causas da dor em qualquer processo inflamatório. Este efeito é potenciado por determinadas prostaglandinas.
Há dois receptores, B1 e B2. O B1 só é expresso após danos tecidulares ou após produção da citocina interleucina-1 e terá papel principal na dor crónica. O B2 é expresso normalmente em algumas células, como as do músculo liso, sendo responsável pelo efeito vasodilatador. 
A sua ação a nível dos vasos é devida em parte à produção de prostaglandinas e óxido nítrico (NO) que desencadeia.

## Fisiologia
A bradicinina é um mediador da inflamação. A sua atividade vasodilatadora e permeabilizadora facilita a migração dos leucócitos para o tecido afetado a partir do sangue. Tem um importante papel na iniciação e manutenção da dor. 
Julga-se que terá um papel também na regulação da excreção de diversas glândulas em situações não patológicas.

## História
A bradicinina foi descoberta por três fisiologistas brasileiros liderados por Maurício Rocha e Silva durante estudos sobre a histamina.
A descoberta da bradicinina se dá no Departamento de Bioquímica e Farmacologia da Faculdade de Medicina de Ribeirão Preto-USP em 1948. Maurício Rocha e Silva teve colaboração de Wilson Teixeira Beraldo, então professor da faculdade de medicina da USP, e Gastão Rosenfeld, que deixara o Instituto Butantã e de lá trazia amostras do veneno da jararaca.
O veneno foi misturado a sangue de cachorro e então testado em intestino isolado de porquinhos-da-índia. Os cientistas pretendiam testar a histamina, comum em venenos de cobras, e por isso esperavam uma contração da musculatura lisa. O sangue, entretanto, não apresentava histamina, apresentando um efeito diferente sobre o músculo isolado.
Ao contrário da histamina, a contração se dava de forma lenta, porém consistente, e se mantinha por alguns minutos, o que levou Rocha e Silva a atribuí-la a uma nova substância batizada de bradicinina (bradys = lento, kinesis = movimento). Os relatos de sua descoberta saíram em 1949, um no número inaugural da revista Ciência e Cultura, da recém-criada SBPC (imagem ao lado), e outro na American Journal of Physiology. Onde os autores, então, concluíram que o veneno de serpentes, assim como a tripsina são capazes de liberar do plasma um fator capaz de fazer contrair o intestino isolado, assim como causar hipotensão, o qual foi batizado de bradicinina.
O primeiro autacóide desse tipo a ser identificado foi a angiotensina—de propriedades vasoconstritoras --, e o segundo, a bradicinina.